# Terézia Mora

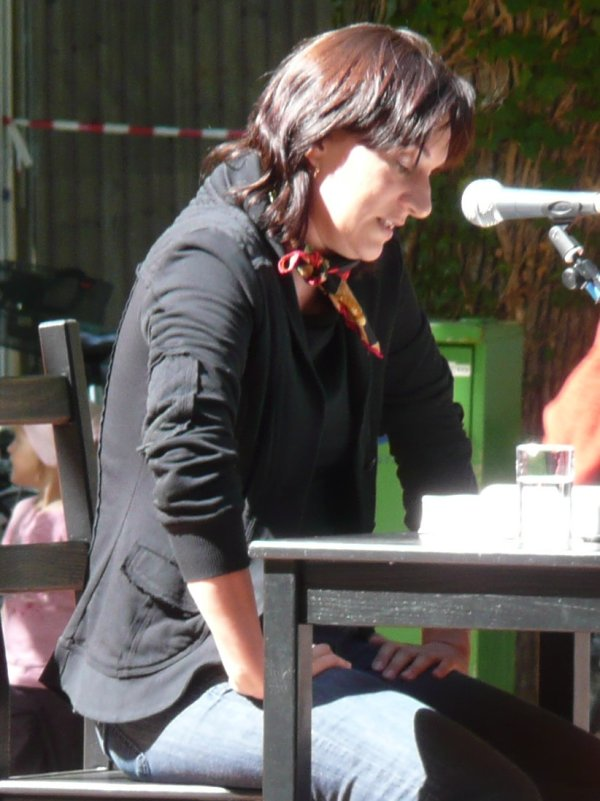
Terézia Mora

Terézia Mora (* 5. února 1971, Šoproň, Maďarsko) je německy píšící spisovatelka maďarského původu.

## Život
Narodila se v Šoproni a vyrůstala v menším městečku Petőháza při hranicích s Rakouskem. Po maturitě v roce 1989 zahájila studium hungaristiky a germanistiky v Budapešti, záhy se však roku 1990 přestěhovala do Německa, kde vystudovala hungaristiku a divadelnictví na Humboldtově univerzitě v Berlíně. Po studiích krátce pracovala jako asistentka produkce u jedné filmové společnosti a zároveň navštěvovala semináře scenáristiky na Německé filmové a televizní akademii v Berlíně. Od roku 1997 se věnuje psaní a překladu významných děl maďarské literatury do němčiny. Za své dílo získala řadu ocenění.
Roku 2013 obdržela Německou knižní cenu za román Das Ungeheuer.

## Ocenění
- 1997 – Literární cena města Würth za scénář nazvaný Die Wege des Wassers von Erzincan
- 1997 – Literární cena Open Mike (Open-Mike-Literaturpreis) za povídku Durst (Žízeň)
- 1999 – Cena Ingeborg Bachmannové za povídku Der Fall Ophelia
- 2000 – Stipendium Adelberta von Chamissa (Adelbert-von-Chamisso-Förderpreis)
- 2002 – Jane-Scatcherd-Übersetzerpreis
- 2004 – Mara-Cassens-Preis
- 2005 – Preis der LiteraTour Nord
- 2005 – Förderpreis zum Kunstpreis der Akademie der Künste Berlin
- 2005 – Cena Lipského knižního veletrhu za beletrii za román Den co den (Alle Tage)
- 2007 – Cena Franze Nabla
- 2010 – Cena Adelberta von Chamissa[4]
- 2013 – Německá knižní cena za román Das Ungeheuer
- 2017 – Literární cena města Brémy za sbírku povídek Die Liebe unter Aliens[5][6]
- 2017 – Solothurnská literární cena[7]
- 2018 – Cena Georga Büchnera[8]

### Próza
- Seltsame Materie (/Podivná hmota/, 1999)
  - povídková sbírka, jednotlivé povídky se odehrávají v maďarském pohraničí
- Den co den (Alle Tage, 2004, č. 2007)
  - román
- Der einzige Mann auf dem Kontinent (/Jediný muž na kontinentu/, 2009)
  - román
  - širší nominace na Německou knižní cenu
- Das Ungeheuer (/Netvor/, /Příšera/, /Nestvůra/, 2013)
  - román, volné pokračování knihy Der einzige Mann auf dem Kontinent[1]
  - oceněn Německou knižní cenou
- Die Liebe unter Alliens (/Láska mezi vetřelci/, /Láska mezi cizinci/, 2016)
  - sbírka povídek
- Auf dem Seil (2019)
  - román

### Divadelní hry
- So was in der Art (/Něco na ten způsob/, 2003)
  - premiéra: Stadthalle Mülheim an der Ruhr (Ruhrtriennale), 10.5.2003, režie: Kay Voges
- Wildschweinsaison (/Sezóna divokých prasat/, 2004)
  - hra podle povídky Buffet
  - premiéra: Bremer Shakespeare Company, 7.4.2004, režie: Tomke Friemel

### Rozhlasové hry
- Miss June Ruby (/Slečna June Ruby/, 2005)

### Proslovy, eseje, přednášky o poetice
- Nicht sterben (/Neumřít/, 2015)
  - frankfurtské přednášky o poetice

### Překlady z maďarštiny do němčiny (výběr)
- Péter Esterházy, Harmonia Caelestis (2001)
- István Örkény, Minutennovellen (2002)
- Péter Zilahy, Die letzte Fenstergiraffe (2004)
- Lajos Parti Nagy, Meines Helden Platz (2005)
- Peter Esterházy, Flucht der Prosa in Einführung in die schöne Literatur (2006)
- Péter Esterházy, Keine Kunst (2009)
- Péter Esterházy, Ein Produktionsroman (Zwei Produktionsromane) (2010)
- Zsófia Bán, Abendschule. Fibel für Erwachsene (2012)

## Česká bibliografie
Knižně
- Den co den, přel. Tomáš Dimter, Odeon, 2007, ISBN 978-80-207-1239-4)
- Srpnová vedra, přel. Tomáš Dimter, in: Německá čítanka, Gutenberg 2005, str. 42–73

Časopisecky
- Den co den, přel. Tomáš Dimter, in: Magazín Hospodářských novin Víkend ??, 11.5.2007.
- Portugalsko aneb láska mezi skauty, přel. Tomáš Dimter, in: Labyrint Revue 17–18/2006.